# Raiffeisen Arena (Pasching)
Het Raiffeisen Arena is een multifunctioneel stadion in Pasching, een stad in Oostenrijk. Tussen 1990 en 2017 heette dit stadion Waldstadion en tussen 2017 en 2019 TGW Arena. 
In het stadion is plaats voor 7.870 toeschouwers. Het stadion werd geopend in 1990. In 2002 werd het stadion gerenoveerd.
Het stadion wordt vooral gebruikt voor voetbalwedstrijden, de voetbalclub FC Juniors OÖ maakt gebruik van dit stadion. Tussen 2017 en 2022 zal LASK ook gebruik maken van dit stadion, totdat het nieuwe stadion van die club wordt geopend. Het stadion werd gebruikt op het Europees kampioenschap voetbal mannen onder 19 van 2007. Er werden 3 groepswedstrijden en de halve finale tussen Spanje en Frankrijk (0–0) gespeeld.
Allianz Stadion (Rapid Wien) ·
CASHPOINT Arena (SCR Altach) ·
Generali Arena (Austria Wien) · 
Hofmann Personal Stadion (Blau-Weiß Linz) ·
Lavanttal-Arena (Wolfsberger AC) ·
Merkur Arena (Sturm Graz) ·
Profertil Arena (TSV Hartberg) · 
Raiffeisen Arena (LASK) ·
Reichshofstadion (Austria Lustenau) ·
Red Bull Arena (Red Bull Salzburg) ·
Tivoli Stadion Tirol (WSG Tirol) ·
Wörtherseestadion (Austria Klagenfurt)
Ernst Happelstadion (Oostenrijks nationaal team) ·
Stadion Donawitz (DSV Leoben) ·  
Franz Feketestadion (Kapfenberger SV) ·
Josko Arena (SV Ried) ·
ImmoAgenturstadion (Schwarz-Weiß Bregenz) ·
Merkur Arena (Grazer AK) ·
Motion invest Arena (Admira Wacker) ·
NV Arena (SKN Sankt Pölten) ·
Raiffeisen Arena (FC Juniors OÖ) ·
Vorwärts-Stadion (Vorwärts Steyr) · 
Gerhard Hanappistadion (Rapid Wien) ·
Lehenstadion (Austria Salzburg)